# دينامو سمرقند
نادي دينامو سمرقند لكرة القدم (بالأوزبكية: Dinamo Samarqand futbol klubi)‏‎ هو ناد كرة قدم أوزبكي، تأسس عام 1960 وينافس حالياً في دوري السوبر الأوزبكي.

## وصلات خارجية
لم يتم العثور على روابط لمواقع التواصل الاجتماعي.